# 福鲁
福鲁（法語：Fauroux，法語發音：[foʁu]）是法国奥克西塔尼大区塔恩-加龙省的一个市镇，属于卡斯泰尔萨拉桑区。

## 地理
福鲁（44°14'35"N, 1°0'16"E）面积13.12 平方千米，位于法国奧克西塔尼大區塔恩-加龙省，该省份为法国西南部内陆省份，北起顺时针与洛特省、阿韦龙省、塔恩省、上加龙省、热尔省和洛特-加龙省接壤。
与福鲁接壤的市镇（或旧市镇、城区）包括：维萨堡、布拉萨克、拉库、凯尔西地区米拉蒙、圣纳泽尔德瓦朗塔纳、图法耶。

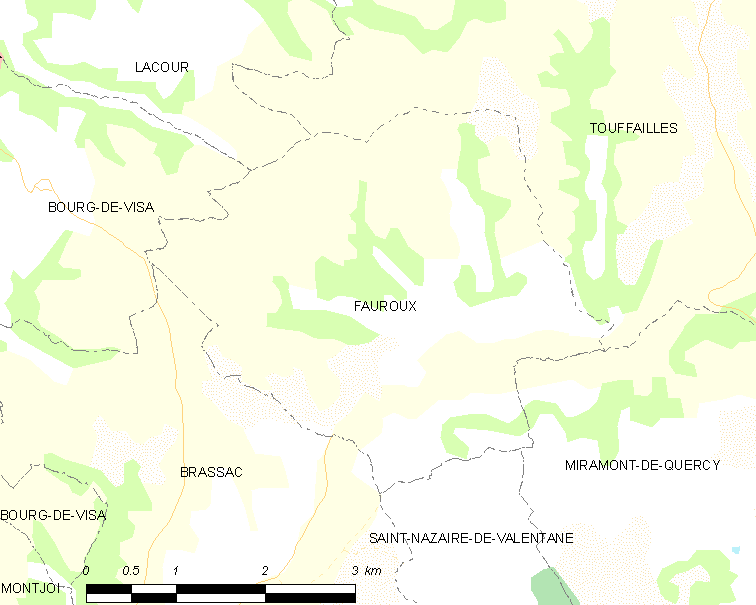
福鲁的OSM定位图

福鲁的时区为UTC+01:00、UTC+02:00（夏令时）。

## 行政
福鲁的邮政编码为82190，INSEE市镇编码为82060。

## 政治
福鲁所属的省级选区为塞尔地区-南凯尔西县。

## 人口

1962-2008年间福鲁人口变化图示

福鲁于2022年1月1日时的人口数量为182人。